# Benediktinerkirche (Villingen)

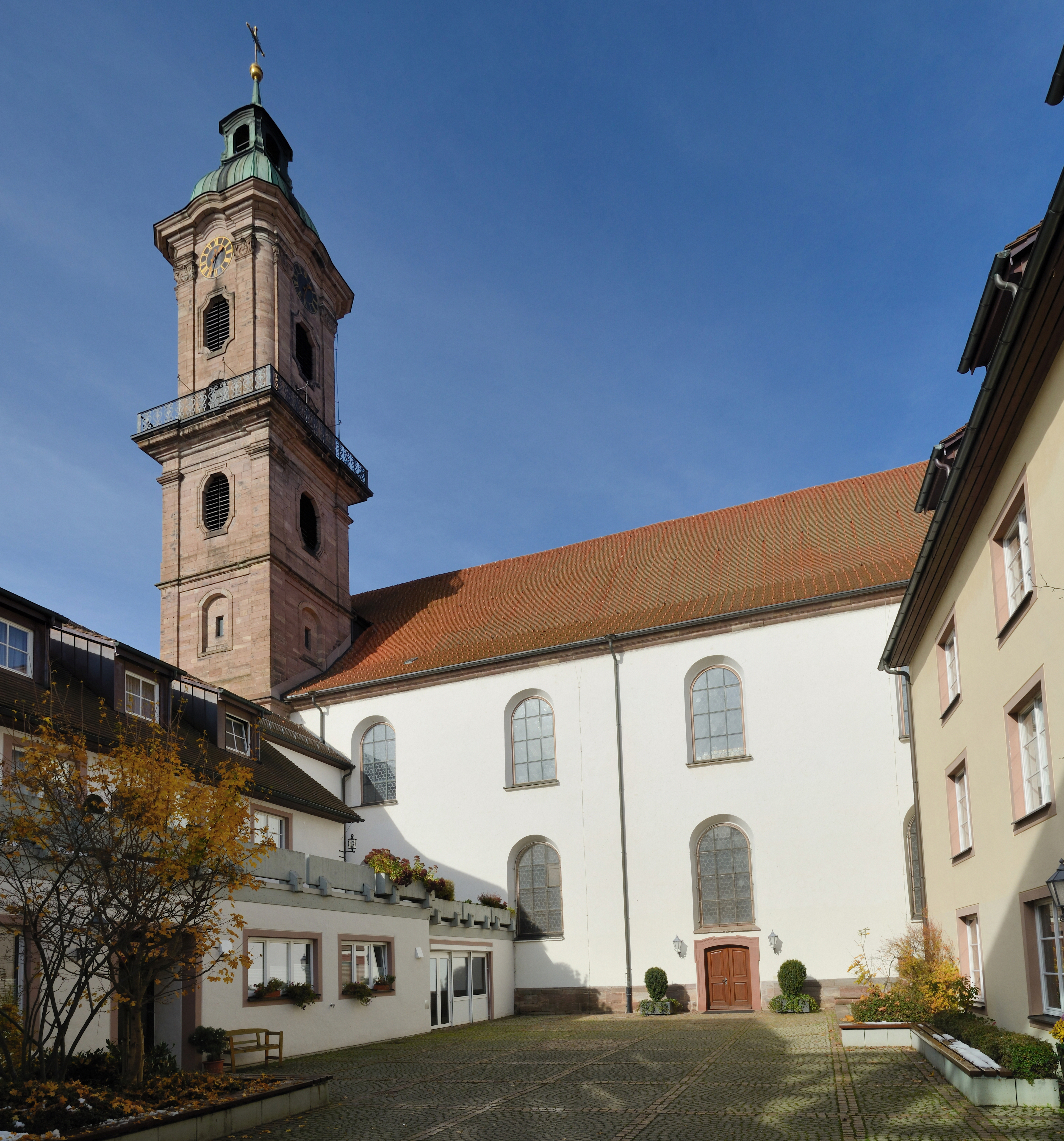
Benediktinerkirche Villingen

Die Benediktinerkirche Villingen in Villingen-Schwenningen ist die ehemalige Klosterkirche des Benediktinerklosters Villingen in Villingen. Das Kloster und die Kirche entstanden nach der Umsiedlung der Mönche durch die Reformation aus dem Kloster St. Georgen im Schwarzwald an der Stelle des einstigen Pfleghofs. Der Bau der Gesamtanlage begann unter Abt Georg III. Gaißer 1688, beratender Architekt war Michael Thumb. Die Kirche ist St. Georg geweiht.

## Baugeschichte

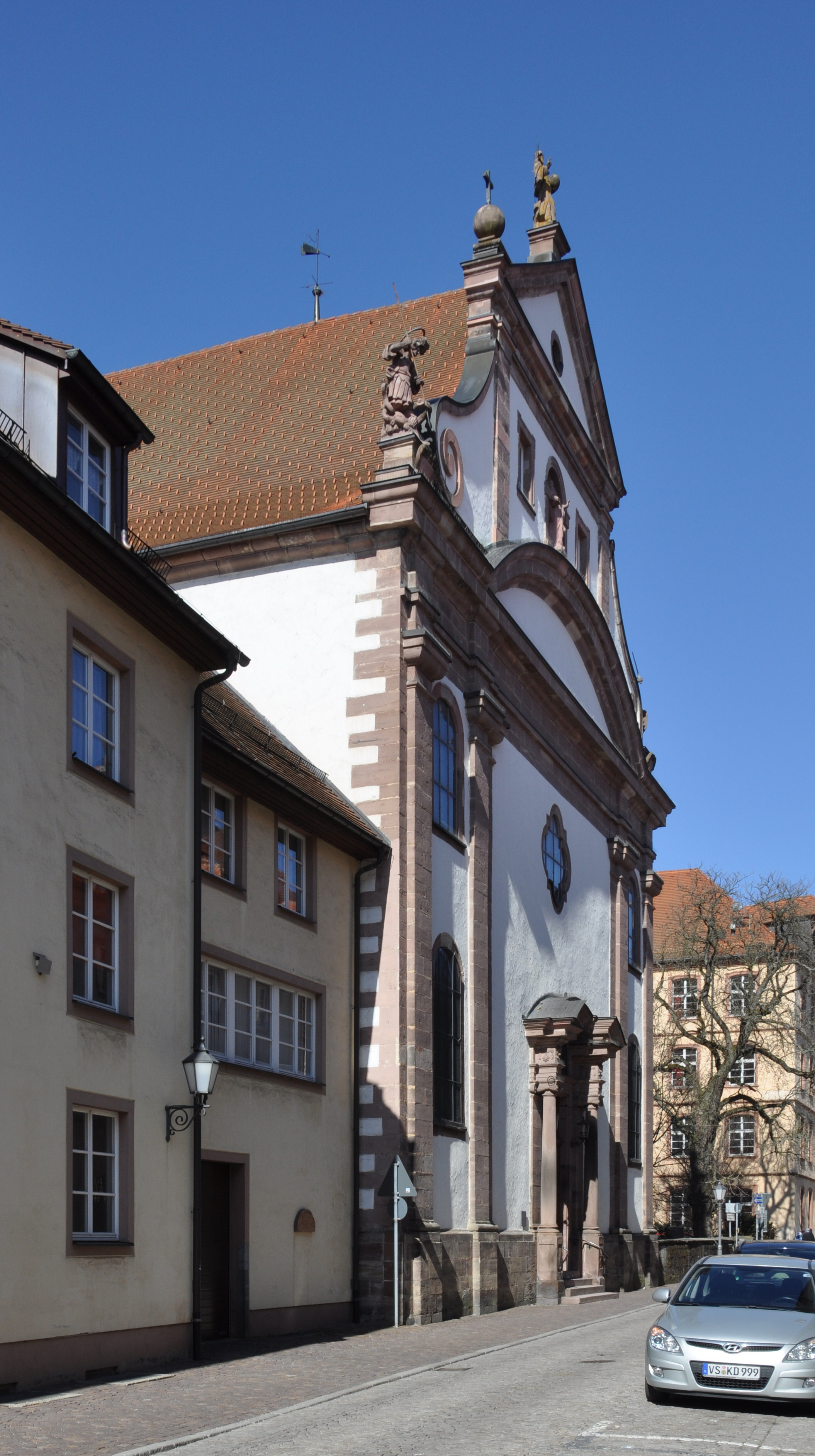
Giebel zur Schulgasse, von Gervasi Bechteler, 1693 fertiggestellt

Bereits 1685 mit Beginn seiner Amtszeit wurde Georg III. als Bauherr tätig. Zunächst ließ er den Konventsbau herrichten und berief dazu aus dem Kloster Wittichen den begabten Laienbruder Kilian Stauffer der eine erste Zeichnung vorlegte. 1686 entschloss er sich zu umfangreicheren Bauarbeiten die eine neue Gesamtanlage mit Kirche vorsahen. Auf das Ansuchen an das Kloster Zwiefalten den dortigen Baumeister Columban Summerberger zu senden, verwies dieser wohl auf den Architekten Michael Thumb, der dann im Juni 1687 als Gast im Kloster verweilte. Am 5. Mai 1688 wurde mit den Fundamenten begonnen und am 16. Mai fand die Grundsteinlegung durch den Abt Romanus Vogler statt. Im Kloster Amtenhausen lernte er den dort tätigen Bildhauer Johann Pöllandt kennen, dieser brachte den Architekten Petrus Heim mit, den er offenbar als Bauleiter einstellte. Beratend wirkte auch Franciscus Demer mit, der aus dem Kloster St. Peter auf dem Schwarzwald empfohlen wurde. 1690 erhielt der Zimmermeister Conrad Handtmann den Auftrag für den Dachstuhl.
Durch Kriegseinflüsse gehindert zog sich die weitere Fertigstellung und der Innenausbau bis in das Jahr 1719 hin. Am 24. Oktober 1725 wurde die Kirche vom Weihbischof Franz Johann Anton von Syrgenstein eingeweiht.
Der Turm war zunächst nur bis zum Kirchendach ausgebaut worden, seine Vollendung fand er von 1755 bis 1756. Der Entwurf dazu stammte von Martin Hermann. Maurermeister Ludwig Oswald erhöhte den Turm und der Zimmermeister Gabriel Schleicher erstellte die Kuppel (als Zwiebelhelm) mit Laterne und Helmstange. Den Turmknopf fertigte der Augsburger Goldschmied Franz Thadäus Lang. Die Glocken lieferte 1767 die Glockengießerei Grüninger, die Orgel 1752 Johann Andreas Silbermann und Johann Daniel Silbermann.
Nach der Aufhebung des Klosters wurde die Kirche zumeist als Lager verwendet und fast alle Einbauten samt Glocken entfernt. Seit 1902 wird die Kirche wieder verwendet. 1958 erhielt die Kirche ein neues Geläut (5 Glocken) von Friedrich Wilhelm Schilling. Die Silbermann-Orgel wurde in der neuzeitlich rekonstruiert.

## Orgel

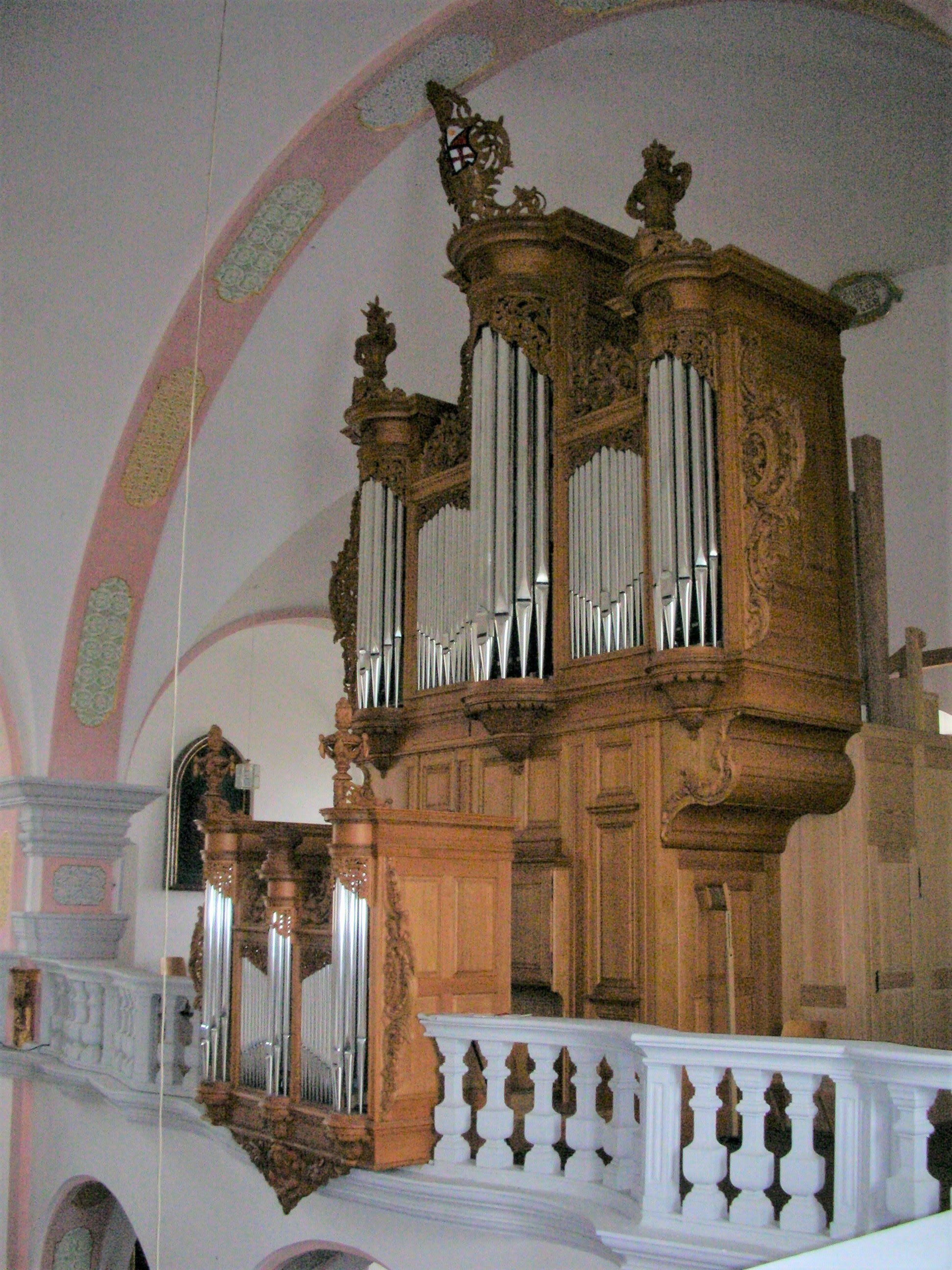
Orgel

Die Orgel wurde 2002 von dem Orgelbauer Gaston Kern (Manufacture d’Orgues Alsacienne) aus Hattmatt/Elsaß erbaut, als Rekonstruktion einer Orgel, die 1752 von den Orgelbauern Johann Andreas Silbermann und Johann Daniel Silbermann erbaut worden war. Das Schleifladen-Instrument hat 35 Register auf drei Manualwerken und Pedal. Die Register des dritten Manualwerks (Echo) sind in Bass- und Diskantseite (C–h0/c1–d3) geteilt. Die Spiel- und Registertraktur ist mechanisch, das Instrument ist gleichstufig gestimmt (a1 = 415 Hz). Die Windversorgung erfolgt über drei Keilbälge (jeweils siebenfaltig).
| I Rückpositiv C–d3 |                |        |
| 1.                 | Bourdon        | 8′     |
| 2.                 | Prestant       | 4′     |
| 3.                 | Flutte         | 4′     |
| 4.                 | Nazard         | 2 ⁄3′  |
| 5.                 | Doublette      | 2′     |
| 6.                 | Tierce         | 1 3⁄5′ |
| 7.                 | Larigot        | 1 ⁄3′  |
| 8.                 | Fourniture III | 1′     |
| 9.                 | Cromhorn       | 8′     |

| II Hauptwerk C–d3 |                |        |
| 10.               | Bourdon        | 16′    |
| 11.               | Montre         | 08′    |
| 12.               | Bourdon        | 08′    |
| 13.               | Prestant       | 04′    |
| 14.               | Flutte         | 04′    |
| 15.               | Nazard         | 2 ⁄3′  |
| 16.               | Doublette      | 02′    |
| 17.               | Tierce         | 1 3⁄5′ |
| 18.               | Siflet         | 01′    |
| 19.               | Cornet V       | 08′    |
| 20.               | Fourniture III | 1 ⁄3′  |
| 21.               | Cymbal III     | 01′    |
| 22.               | Trompet        | 08′    |
| 23.               | Vox humana     | 08′    |

| III Echowerk C–d3 |               |        |
| 24.               | Bourdon (B)   | 8′     |
|                   | Bourdon (D)   | 8′     |
| 25.               | Prestant (D)  | 4′     |
| 26.               | Nazard (D)    | 2 ⁄3′  |
| 27.               | Doublette (D) | 2′     |
| 28.               | Tierce (D)    | 1 3⁄5′ |
| 29.               | Fagot Baß (B) | 8′     |

| Pedalwerk C–d1 |               |     |
| 30.            | Supbaß        | 16′ |
| 31.            | Octavenbaß    | 08′ |
| 32.            | Prestant      | 04′ |
| 33.            | Bombarde      | 16′ |
| 34.            | Trompettenbaß | 08′ |
| 35.            | Clairon       | 04′ |

- Koppeln: I/II (Schiebekoppel), II/P
- Anmerkungen

(B) = Bass-Seite (C–h0)
(D) = Diskant-Seite (c1-d3)